# Nicolás Olivera
Andrés Nicolás Olivera (Montevidéu, 30 de maio de 1978) é um ex-futebolista uruguaio que atuava como meia.

## Carreira
Nicolás Olivera se profissionalizou no Defensor Sporting.

## Seleção
Nicolás Olivera integrou a Seleção Uruguaia de Futebol na Copa das Confederações de 1997, que terminou em quarto lugar.

## Títulos
Sevilla
- Campeonato Espanhol da Segunda Divisão: 2000–01

## Artilharias
Defensor Sporting
- Copa Libertadores da América de 2014 — 5 gols (ao lado de Julio dos Santos)

## Premiações
- Melhor jogador do Campeonato Mundial Sub-20 de 1997
- Melhor jogador da Copa Libertadores da América de 2014